# 秋田県道220号真坂五城目線
秋田県道220号真坂五城目線（あきたけんどう220ごう まさかごじょうめせん）は、秋田県南秋田郡八郎潟町から五城目町に至る一般県道である。

## 概要
国道7号から東方向へ分岐し、秋田自動車道と立体交差後に森山の山裾沿いに南東方向へ進路を変え、国道285号に合流する。

### 路線データ
- 総延長 : 4.50 km[2]
- 実延長 : 4.50 km[2]
- 起点 : 秋田県南秋田郡八郎潟町真坂字石塚173番2地先（真坂交差点、国道7号交点）[3]北緯39度58分10秒 東経140度4分49.57秒
- 終点 : 秋田県南秋田郡五城目町字神明前76番4地先（国道285号交点）[3]北緯39度56分51.91秒 東経140度7分2.52秒
- 未供用区間 : なし[2]

## 歴史
- 1959年（昭和34年）2月17日 - 秋田県道に認定される[3]。

## 路線状況
起点の真坂交差点は、年間を通し、また昼夜間を問わず出会い頭の追突事故が多発している地点である。
過去にはこの交差点に歩道橋が設置されていたが、老朽化などの理由により2010年に撤去された。

### 冬期閉鎖区間
- なし[5]

### 交通不能区間
- なし[6]

## 地理

### 交差する道路
| 施設名     | 接続路線名                                    | 備考                                 | 所在地                     |
| ---------- | --------------------------------------------- | ------------------------------------ | -------------------------- |
| 真坂交差点 | 国道7号・町道 （秋田県道219号三倉鼻五城目線） | 起点 町道経由200m西で県道219号に接続 | 南秋田郡八郎潟町真坂字石塚 |
|            | 国道285号                                     | 終点                                 | 南秋田郡五城目町字神明前   |

### 沿線の施設
- 副川神社
- 五城目神明社
- 秋田ホーセ